# За майбутнє (депутатська група)

Логотип групи

«За майбутнє» — депутатська група у Верховній раді України IX скликання, створена 29 серпня 2019 року.
Групу створено з 23 народних депутатів, обраних на виборах 21 липня 2019 року. Співголовами обрано Тараса Батенка й Віктора Бондаря.

## Партія
20 травня 2020-го депутати об'єднання «За майбутнє» створили однойменну партію на чолі з Ігорем Палицею.

## Склад групи
До групи увійшли депутати, обрані від різних партій: Партія регіонів, партії «Відродження», УКРОП та «Наш край», БПП, Народний фронт, Слуга народу. Станом на 28 квітня 2022 року в складі групи був 21 депутат.

### Керівники[3]
- Батенко Тарас Іванович

### Інші члени[3]
- Балога Віктор Іванович,
- Герега Олександр Володимирович
- Гузь Ігор Володимирович
- Дубневич Ярослав Васильович
- Івахів Степан Петрович
- Кіссе Антон Іванович
- Констанкевич Ірина Мирославівна
- Лабазюк Сергій Петрович
- Мінько Сергій Анатолійович
- Молоток Ігор Федорович
- М'ялик Віктор Ничипорович
- Палиця Ігор Петрович
- Скороход Анна Костянтинівна[4]
- Урбанський Анатолій Ігорович
- Чайківський Іван Адамович
- Шаповалов Юрій Анатолійович
- Юрчишин Петро Васильович
- Рудик Сергій Ярославович

### Колишні члени[5]
- Білозір Лариса Миколаївна
- Вацак Геннадій Анатолійович
- Кучер Микола Іванович
- Яценко Антон Володимирович
- Колихаєв Ігор Вікторович
- Поляков Антон Едуардович
- Лубінець Дмитро Валерійович
- Бондар Віктор Васильович

## Скандали
22 липня 2025 року партія переважною більшістю (з 17 депутатів 10 за, 7 відсутні) проголосувала за проєкт закону 12414, що обмежує Національне антикорупційне бюро України та Спеціалізовану антикорупційну прокуратуру. Закон викликав хвилю загальноукраїнських антикорупційних протестів.